# The Satanist
The Satanist je deseti studijski album poljskog ekstremnog metal sastava Behemoth. Album je izvorno najavljen 31. svibnja 2013. te ga u Europi 3. veljače 2014. objavljuje izdavačka kuća Nuclear Blast, dok ga u Poljskoj dan kasnije objavljuju diskografske kuće Metal Blade Records i Mystic Production. 4. prosinca 2013., netom prije objave albuma, sastav izdaje digitalni singl pod nazivom "Blow Your Trumpets Gabriel".

## Pozadina
The Satanist je sniman od veljače pa sve do lipnja 2013. godine u studiju Hertz u Białystoku te studiju RG u Gdanjsku; oba studija nalaze se u Poljskoj. Producenti albuma bili su Daniel Bergstrand, sastav te braća Wiesławscy. Album je miksao Matt Hyde u studiju Hydeaway u Los Angelesu dok je mastering izvršio Ted Jensen u studiju Sterling Sound u New Yorku. Objava albuma bila je odgođena radi problema u miksanju koje je navodno prouzročio Colin Richardson koji je naknadno izbačen iz produkcijskog tima. Sastav je razmatrao i produkcijski rad s Joshom Middletonom (iz sastava Sylosis), no on je odbio pošto u produkciji albuma nije želio koristiti tzv. "click track" koji je sastav tražio.
Glazbeni spot snimljen je za pjesmu "Blow Your Trumpets Gabriel"; producenti i redatelji spota bili su Grupa 13 i Dariusz Szermanowicz. Spot je premijerno prikazan na službenoj YouTube stranici sastava 3. prosinca 2013.
7. siječnja 2014. Behemoth objavljuje prvi dio svojeg četverodjelnog video prologa vezanog za album. Drugi je dio objavljen 14. siječnja, treći 21. siječnja te je četvrti dio objavljen 29. siječnja 2014. Dan prije objave posljednjeg dijela prologa za album sastav objavljuje službeni tekstualni video za pjesmu "Ora Pro Nobis Lucifer".
Pjesma "In the Absence ov Light" sadrži citat iz drame Ženidba (poljski Ślub) spisatelja Witolda Gombrowicza. Citat glasi:

## Recenzije
Nakon svoje objave, The Satanist je zadobio sveopće pozitivne kritike od strane glazbenih kritičara. Joe DiVita sa stranice Loudwire izjavljuje kako albumom "sastav skida kožu, istovremeno se vraćajući nekim svojim black [metal] korijenima dok istražuje nova područja... dinamično skladajući". Loudwire će naknadno postaviti album na prvo mjesto svojeg popisa najboljih metal albuma za 2014. godinu, izjavljujući: "CD je remek-djelo od početka do kraja, bez ikakvih suvišnih umetaka koje bi se trebalo preskočiti.".
Grayson Currin sa stranice Pitchfork izjavljuje: "The Satanist je savršeno klupko uglavnom svega dobroga što je Behemoth ikad učinio te čudnovato nadobudna vizija pakla koja je istrgnuta iz njegovog stiska." Uredništvo nizozemskog webzina Lords of Metal postavlja album na treće mjesto liste najboljih albuma 2014. godine nakon što su u izvornoj recenziji album ocijenili ocjenom 93 od 100.

## Popis pjesama
Glazba: Nergal.
| 1.    | »Blow Your Trumpets Gabriel« | Nergal                      | 4:25 |
| 2.    | »Furor Divinus«              | Nergal                      | 3:06 |
| 3.    | »Messe Noire«                | Nergal, Krzysztof Azarewicz | 4:04 |
| 4.    | »Ora Pro Nobis Lucifer«      | Nergal, Azarewicz           | 5:35 |
| 5.    | »Amen«                       | Nergal                      | 3:49 |
| 6.    | »The Satanist«               | Nergal                      | 5:33 |
| 7.    | »Ben Sahar«                  | Nergal                      | 5:34 |
| 8.    | »In the Absence ov Light«    | Nergal                      | 4:58 |
| 9.    | »O Father O Satan O Sun!«    | Nergal, Azarewicz           | 7:13 |
| 44:17 |                              |                             |      |

| 10. | »Ludzie Wschodu« (Obrada pjesme grupe Siekiera) | Tomasz Adamski | 4:11 |

## Zasluge
| Behemoth - Nergal – vokali, gitara, tekst - Orion – bas-gitara - Inferno – bubnjevi, perkusija Ostalo osoblje - Wojciech Wiesławski – produkcija, inženjer zvuka - Sławomir Wiesławski – produkcija, inženjer zvuka - Daniel Bergstrand – produkcija - Matt Hyde – miksanje - Ted Jensen – mastering - Denis "Forkas" Kostromitin (Денис "Форкас" Костромитин) – naslovnica - Metastazis (Jean-Emmanuel "Valnoir" Simoulin) – dodatni dizajn - Zbigniew Bielak – dodatni dizajn | Dodatni glazbenici - Seth – gitara - Krzysztof Azarewicz – tekst - Siegmar – glazbeni uzorci - Michał Łapaj – Hammond orgulje (na pjesmama "O Father O Satan O Sun!" i "The Satanist") - Jan "Dziablas" Galbas – prateći vokali (na pjesmi "O Father O Satan O Sun!) - Artur Jurek – orkestracija - Marcin Janek – saksofon (na pjesmi "In the Absence ov Light") - Grażyna Michalec (Poljski komorni orkestar Sopot) – violončelo - Magda Miotke-Bajerska (Poljski komorni orkestar Sopot) – violončelo - Alicja Leoniuk-Kit (Poljski komorni orkestar Sopot) – violončelo - Pawel Hulisz (Gudački kvintet Hevelius) – rog, truba - Michał Szczerba (Gudački kvintet Hevelius) – rog - Łukasz Lacny (Gudački kvintet Hevelius) – rog - Bogdan Kwiatek (Gudački kvintet Hevelius) – trombon |